# Régiment Royal-Niort
Le régiment Royal-Niort a été créé par Louis XIII par lettres patentes prises au camp de Saint-Jean le 26 juin 1621.

## Historique
La ville de Niort possédait une milice bourgeoise depuis 1572, organisée par le comte de Lude, peu après la Saint-Barthélemy.
À la suite de la révolte de certains protestants de l'ouest contre l'avis de la noblesse protestante, Louis XIII se met en route vers le Poitou le 24 mai 1621. À Niort, le gouverneur, Henri de Baudéan, comte de Parabère, protestant, lui ouvre la ville. Le roi continue sa route vers Saint-Jean-d'Angély, puis La Rochelle où il met le siège. La milice bourgeoise a accompagné les troupes royales. Une de ses compagnies ayant eu un comportement glorieux, le roi a décidé de récompenser la milice bourgeoise en la transformant en régiment et en lui donnant le titre de Royal-Niort.
En dehors de l'épisode militaire qui a valu à la milice bourgeoise de Niort d'être transformé en régiment Royal-Niort, ce régiment n'a pas participé à des batailles. Il n'a eu qu'un rôle de police et de garde des côtes pour éviter des débarquements de troupes.
La loi du 14 octobre 1791, dans ses articles 15 et 16, faisait obligation aux nouvelles municipalités d'organiser une garde nationale.